# Ентони Рандолф
Ентони Ервин Рандолф Млађи (енгл. Anthony Erwin Randolph, Jr.; Вирцбург, 15. јул 1989) бивши је америчко-словеначки кошаркаш. Играо је на позицијама крилног центра и центра.

## Биографија

### Репрезентација
За сениорску репрезентацију Словеније дебитовао је на Европском првенству 2017. године. Словенија је изборила историјско финале, а Рандолф је освојио прву медаљу у репрезентативној каријери.

## Успеси

### Клупски
- Реал Мадрид:
  - Евролига (2): 2017/18, 2022/23.
  - Првенство Шпаније (3): 2017/18, 2018/19, 2021/2022.
  - Куп Шпаније (2): 2017, 2020.
  - Суперкуп Шпаније (5): 2018, 2019, 2020, 2021, 2022.

### Репрезентативни
- Европско првенство:  2017.
- Панамеричке игре:  2015.

### Појединачни
- Идеални тим Евролиге — друга постава (1): 2015/16.
- Идеални тим Еврокупа — друга постава (1): 2014/15.